# Arnold Jackson
Arnold Jackson (Reino Unido, 5 de abril de 1891-13 de noviembre de 1972) fue un atleta británico, especialista en la prueba de 1500 m en la que llegó a ser campeón olímpico en 1912.

## Carrera deportiva

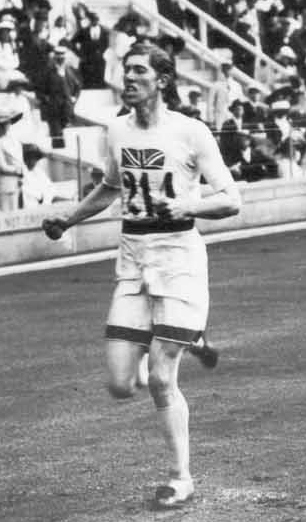
Jackson en los 1500 metros de Estocolmo 1912

En los JJ. OO. de Estocolmo 1912 ganó la medalla de oro en los 1500 metros, empleando un tiempo de 3:56.8 segundos que fue récord olímpico, llegando a meta por delante de los estadounidenses Abel Kiviat y Norman Taber (bronce con 3:56.9 segundos).